# Сао Томе и Принсипе на Светском првенству у атлетици на отвореном 2023.
Сао Томе и Принсипе је учествовао на 19. Светском првенству у атлетици на отвореном 2023. одржаном у Будимпешти од 19. до 27. августа осамнаести пут. Репрезентацију Сао Томе и Принсипа представљала је 1 атлетичарка која се такмичила у трци на 200 метара.,
На овом првенству такмичарка Сао Томе и Принсипе није освојила ниједну медаљу нити је остварила неки резулат.

## Учесници
Жене: 
- Горете Семедо — 200 м

## Резултати

### Жене
| Атлетичарка   | Дисциплина | Лични рекорд | Квалификације | Квалификације | Полуфинале            | Полуфинале            | Финале                | Финале       | Детаљи |
| Атлетичарка   | Дисциплина | Лични рекорд | Резултат      | Место         | Резултат              | Место                 | Резултат              | Место        | Детаљи |
| ------------- | ---------- | ------------ | ------------- | ------------- | --------------------- | --------------------- | --------------------- | ------------ | ------ |
| Горете Семедо | 200 м      | 23,27 НР     | 23,69 ЛРС     | 8. гр. 2      | Није се квалификовала | Није се квалификовала | Није се квалификовала | 42 / 44 (45) |        |